# Golden Gala Pietro Mennea 2013
Il Golden Gala Pietro Mennea 2013 è stato la 33ª edizione dell'annuale meeting di atletica leggera, dedicato da quest'anno a Pietro Mennea, che scomparve poco più di tre mesi prima, ed ha avuto luogo allo Stadio Olimpico di Roma dalle ore 18:15 alle 22:20 UTC+2 del 6 giugno 2013. Il meeting è stato anche la quinta tappa del circuito IAAF Diamond League 2013.

## Programma
Il meeting ha visto lo svolgimento di 19 specialità, 9 maschili e 10 femminili (tra le quali i 100 metri paralimpici) e, di queste, 7 maschili e 9 femminili erano valide per la Diamond League. Oltre a queste, era inserite in programma una serie "B" dei 100 metri piani maschili.
| #  | Orario | Specialità         |
| -- | ------ | ------------------ |
| 1  | 18:20  | Getto del peso     |
| 2  | 19:30  | 100 metri piani B  |
| 3  | 19:30  | Salto con l'asta   |
| 4  | 20:03  | 400 metri ostacoli |
| 5  | 20:20  | Salto triplo       |
| 6  | 20:50  | 5000 metri         |
| 7  | 21:20  | 800 metri          |
| 8  | 21:33  | 100 metri piani    |
| 9  | 21:45  | 400 metri piani    |
| 10 | 21:53  | 110 metri ostacoli |

| #  | Orario | Specialità             |
| -- | ------ | ---------------------- |
| 1  | 18:15  | Lancio del disco       |
| 2  | 19:15  | Salto in lungo         |
| 3  | 19:15  | 100 metri paralimpici  |
| 4  | 20:15  | Salto in alto          |
| 5  | 20:15  | 1500 metri             |
| 6  | 20:25  | 400 metri piani        |
| 7  | 20:38  | 100 metri ostacoli     |
| 8  | 20:45  | Lancio del giavellotto |
| 9  | 21:10  | 200 metri piani        |
| 10 | 21:46  | 3000 metri siepi       |

     Specialità valide per la Diamond League

## Risultati
Di seguito i primi tre classificati di ogni specialità.

### Uomini
| Specialità       |                     | Prestazione | 2º classificato         | Prestazione | 3º classificato    | Prestazione |
| 100 m            | Justin Gatlin       | 9"94        | Usain Bolt              | 9"95        | Jimmy Vicaut       | 10"02 =     |
| 100 m B          | Jaysuma Saidy Ndure | 10"13       | Jacques Harvey          | 10"21       | Kemar Hyman        | 10"30 =     |
| 400 m            | LaShawn Merritt     | 44"96       | Yousef Masrahi          | 45"24       | Joshua Mance       | 45"26       |
| 800 m            | Mohammed Aman       | 1'43"61     | Pierre-Ambroise Bosse   | 1'43"91     | Andre Olivier      | 1'44"37     |
| 5000 m           | Yenew Alamirew      | 12'54"95    | Hagos Gebrhiwet         | 12'55"73    | Isiah Koech        | 12'58"85    |
| 110 m hs         | Sergej Šubenkov     | 13"20       | Pascal Martinot-Lagarde | 13"31       | Balázs Baji        | 13"44       |
| 400 m hs         | Johnny Dutch        | 48"31       | Javier Culson           | 48"36 =     | Mamadou Kassé Hann | 48"56       |
| Salto triplo     | Christian Taylor    | 17,08 m     | Daniele Greco           | 17,04 m     | Teddy Tamgho       | 17,01 m =   |
| Salto con l'asta | Raphael Holzdeppe   | 5,91 m =    | Renaud Lavillenie       | 5,86 m      | Malte Mohr         | 5,86 m      |
| Getto del peso   | David Storl         | 20,70 m     | Cory Martin             | 20,54 m     | Dylan Armstrong    | 20,29 m     |

     Atleti al primo posto nella classifica di specialità.
     Prestazione che stabilisce il nuovo record del meeting.

### Donne
| Specialità             |                     | Prestazione | 2º classificato   | Prestazione | 3º classificato   | Prestazione |
| 100 m paralimpici      | Laura Sugar         | 14"12       | Saki Takakuwa     | 14"13       | Giusy Versace     | 14"72       |
| 200 m                  | Murielle Ahouré     | 22"36       | Allyson Felix     | 22"64       | Ivet Lalova       | 22"78       |
| 400 m                  | Amantle Montsho     | 49"87       | Francena McCorory | 50"05       | Natasha Hastings  | 50"53       |
| 1500 m                 | Abeba Aregawi       | 4'00"23     | Genzebe Dibaba    | 4'01"62     | Jennifer Simpson  | 4'02"30     |
| 100 m hs               | Dawn Harper-Nelson  | 12"65       | Lolo Jones        | 12"70       | Virginia Crawford | 12"90       |
| 3000 m siepi           | Milcah Cheywa       | 9'16"14     | Lidya Chepkurui   | 9'18"10     | Sofia Assefa      | 9'21"24     |
| Salto in lungo         | Brittney Reese      | 6,99 m      | Janay DeLoach     | 6,97 m      | Shara Proctor     | 6,91 m      |
| Salto in alto          | Anna Čičerova       | 1,98 m      | -                 | -           | Blanka Vlašić     | 1,95 m      |
| Salto in alto          | Svetlana Školina    | 1,98 m      | -                 | -           | Blanka Vlašić     | 1,95 m      |
| Lancio del disco       | Sandra Perković     | 68,25 m     | Yarelys Barrios   | 64,41 m     | Zinaida Sendriūtė | 62,85 m     |
| Lancio del giavellotto | Christina Obergföll | 66,45 m     | Marija Abakumova  | 64,03 m     | Sunette Viljoen   | 63,49 m     |

     Atlete al primo posto nella classifica di specialità.
     Prestazione che stabilisce il nuovo record del meeting.